# 帕薩迪納山 (佛羅里達州)
帕薩迪納山（英語：Pasadena Hills）是位於美國佛羅里達州帕斯科縣的一個人口普查指定地區。

## 地理
帕薩迪納山的座標為28°17′17″N 82°14′16″W / 28.28806°N 82.23778°W，而該地最高點為海拔高度58米（即187英尺）。

## 人口
根據2010年美國人口普查的數據，帕薩迪納山的面積為81.13平方千米，當中陸地面積為78.35平方千米，而水域面積為2.78平方千米。當地共有人口7570人，而人口密度為每平方千米93人。